# The Black Crowes
The Black Crowes sind eine Rockband aus Atlanta, Georgia (USA). Sie hat bisher mehr als 15 Millionen Alben verkauft und ist u. a. von dem ehemals in Großbritannien erschienen Musikmagazin Melody Maker als „The Most Rock ’n’ Roll Rock ’n’ Roll Band in the World“ ausgezeichnet worden. Die Band war mit Größen wie Aerosmith, ZZ Top, Jimmy Page, Tom Petty and the Heartbreakers, Oasis und Lenny Kravitz auf Tour. Die Black Crowes werden an 92. Stelle der „100 Greatest Artists of Hard Rock“ des US-amerikanischen Musiksenders VH1 geführt. Dabei ist ihr musikalischer Stil weniger der klassische Hard Rock, sondern eher eine Mischung aus Blues, Rock(’n’Roll) und Soul. Sie waren für Konzerte mit teils ausufernden Jam-Passagen bekannt.

## Geschichte
Die Band wurde 1985 als Mr. Crowes Garden in Atlanta, Georgia, gegründet. Über die Jahre wechselten die Bandmitglieder gelegentlich, jedoch stellten die Brüder Chris und Rich Robinson immer die treibende Kraft dar. 1989 kamen sie bei dem Label American Recordings unter Vertrag.
1990 brachte die Band ihr erstes Studioalbum namens Shake Your Money Maker heraus. Herausragende Titel sind Hard to Handle, eine Coverversion des Originals von Otis Redding, She Talks to Angels, Jealous Again, Twice as Hard und Seeing Things. Das Album wurde über fünf Millionen Mal verkauft und 1995 mit fünf Mal Platin ausgezeichnet. Hard to Handle und She Talks to Angels erreichten die Top-30-Platzierungen der US-Singlecharts. Brendan O’Brien, der Toningenieur des Albums, hatte einen großen Anteil am Sound des Albums, was die Band nachhaltig beeinflusste.
Nachdem der Gitarrist Jeff Cease durch Marc Ford ersetzt wurde, erschien 1992 das zweite Album mit dem Titel The Southern Harmony and Musical Companion. Bekannteste Titel des Albums sind Remedy, Thorn in My Pride, Sting Me, Sometimes Salvation und Hotel Illness. 1995 wurde das Album mit zweifachem Platin ausgezeichnet. Eddie Hawrysch, der erstmals auf diesem Album Piano und die Hammond spielte, ist seitdem ein ständiges Mitglied der Band.
1994 erschien das Album Amorica, nachdem zuvor das unveröffentlichte Album Tall fallen gelassen wurde. Weil es dem Album an Hit-Singles mangelte, erreichte das oftmals unterbewertete Album 500.000 Verkäufe.
Im Jahr 1996 erschien schließlich Three Snakes & One Charm. Das im Mai 1997 aufgenommene Album The Band wurde ebenfalls nicht veröffentlicht, es gelangte jedoch im Jahr 2002 perfekt abgemischt in die Hände von Fans. (Die Band hatte zu dieser Zeit keinen Plattenvertrag und galt als vorübergehend aufgelöst.) Nach der Sommertour 1997 verließen Marc Ford (Gitarre) und Johnny Colt (Bass) die Band. Colt ist seit 2012 Bassist von Lynyrd Skynyrd. Sven Pipien stieß 1998 als sein Ersatz zur Band. In fünfköpfiger Besetzung erschien 1999 By Your Side. Audley Freed (ehemals Gitarrist bei Cry Of Love) wurde Mitglied der Band. 1999 wurde auf Tour mit Jimmy Page das Album Live at the Greek aufgenommen und im folgenden Jahr veröffentlicht.

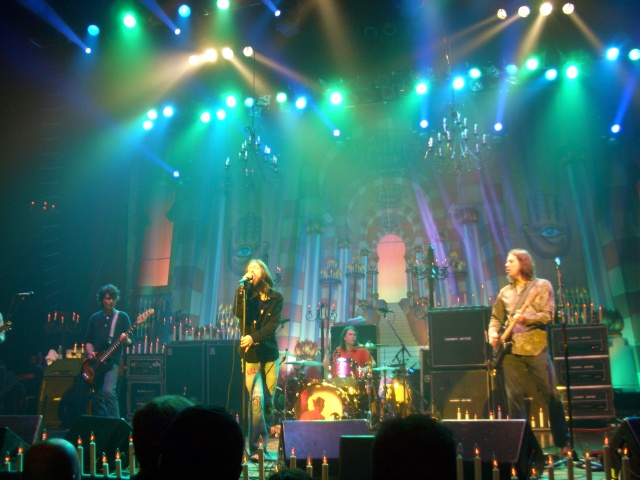
The Black Crowes – Live at the Hammerstein Ballroom, März 2005

2001 erschien das sechste Studioalbum, Lions, mit den Singles Lickin'  und Soul Singin. 2002 gab die Band bekannt, dass sie auf unbestimmte Zeit eine Auszeit nehmen würde, wenngleich einige Mitglieder in der Zwischenzeit gemeinsam aktiv waren. Chris Robinson veröffentlichte unter Chris Robinson and the New Earth Mud zwei Soloalben (New Earth Mud und This Magnificent Distance). Sein Bruder Rich gründete kurzfristig eine Band namens Hookah Brown, bevor er 2004 sein eigenes Soloalbum Paper herausbrachte.
Die Trennung der Band endete im Frühjahr 2005 anlässlich einiger Shows in New Yorks Hammerstein Ballroom Ende März. Nachdem diese Shows sehr schnell ausverkauft waren, spielten sie weitere Shows in den USA. Im Sommer ging die Band mit Tom Petty and the Heartbreakers auf Tour.
Im Jahr 2006 brachte die Band ihre erste DVD mit dem Titel Freak ’n’ Roll… Into the Fog heraus, hierbei handelt es sich um ein Livekonzert im The Fillmore in San Francisco, aufgenommen am 6. August 2005.
Am 12. August 2006 spielte die Band im Red Rocks in Morrison/Colorado ihr letztes Konzert der Sommertournee durch die Staaten, zugleich das letzte Konzert mit Keyboarder und quasi-Gründungsmitglied Eddie Hawrysch (der Einzige, der seit 1992 ununterbrochen mit den Robinson-Brüdern spielte). Er war Bandältester, sein Ausstieg erfolgte aus persönlichen Gründen. Keyboarder Rob Clores, der schon auf Paper mit Rich Robinson spielte, stand ab Herbst 2006 hinter den Tasten. Nur wenige Wochen später verkündete Marc Ford am 5. September den Ausstieg aus der Band, (ebenfalls) aus gesundheitlichen Gründen (Gefährdung seiner Nüchternheit). Für die nur zwei Tage später beginnende Herbst-Tour wurde Paul Stacey als Ersatz benannt, sein Engagement war von vornherein als vorläufig geplant. Der Brite Stacey spielte schon von 2002 bis 2004 bei Chris Robinsons Band New Earth Mud Gitarre und war im August 2006 mit den Robinson-Brüdern im Studio, um die Produktion eines neuen Black-Crowes-Albums vorzubereiten.
Im Spätsommer 2006 wurden die unveröffentlichten Tall- und Band-Sessions auf einer Doppel-CD unter dem Namen The Lost Crowes den Fans offiziell zugänglich gemacht, das 1992 entstandene Video Who Killed That Bird out on Your Window Sill wurde auf DVD wiederveröffentlicht und die Musik der DVD Freak ’n’ Roll… Into the Fog kam als Doppel-CD in den Handel.
Anfang August 2007 gab die Band bekannt, die Aufnahmen für ein neues Album beendet zu haben. Adam MacDougall, der auf den Aufnahmen die Keyboards spielte, ist seitdem festes Bandmitglied. Er ersetzt den für Eddie Harsch kurzfristig eingesprungenen Keyboarder Rob Clores, dessen Ausstieg nicht weiter kommentiert wurde.

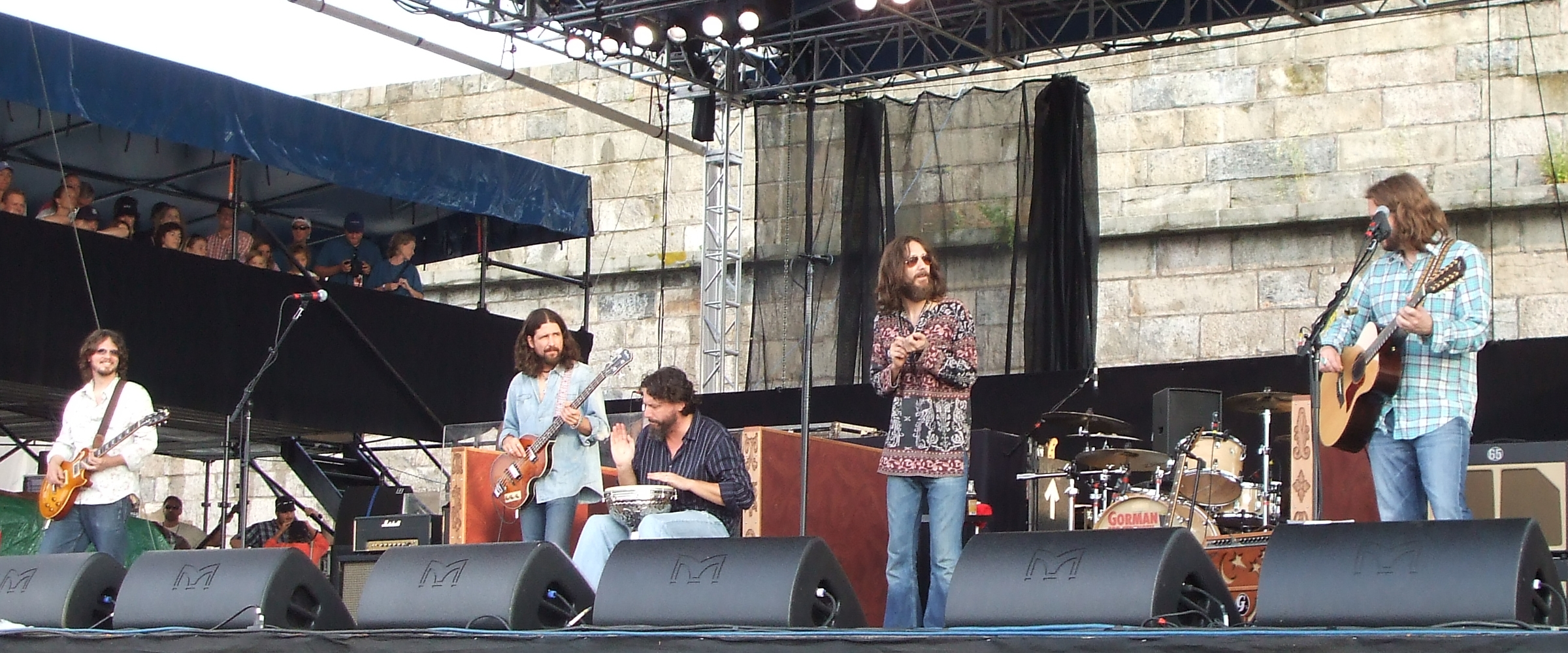
Die Black Crowes in aktueller Besetzung auf dem Newport Folk Festival: Luther Dickinson, Sven Pipien, Steve Gorman, Chris Robinson und Rich Robinson (v. l. n. r.), Keyboarder Adam MacDougal steht außerhalb des Bildausschnitts.

Warpaint, das siebte Studioalbum der Band und ihr erstes Album seit sieben Jahren, wurde im März 2008 veröffentlicht. Zudem ersetzt Luther Dickinson, der auf den Aufnahmen bereits Gitarre spielte, Paul Stacey als neuer Leadgitarrist. Stacey, der als Produzent des Albums fungiert, war ohnehin nur übergangsweise als kurzfristiger Nachfolger von Marc Ford angesehen worden. Dickinson spielt seit 1996 in der Bluesband North Mississippi Allstars, für die er weiterhin als Sänger und Gitarrist tätig ist.
… Before the Frost, das achte Studioalbum der Black Crowes, wurde in fünf Nächten im Levon Helm Studio in Woodstock NY vor einer kleinen Gruppe ausgewählter Fans quasi 'live' aufgenommen und erschien am 1. September 2009. Das Album enthält als Bonus … Until The Freeze, einen Link zum Download weiterer neun Songs. Acht davon sind Eigenkompositionen, deutlich von Country-Musik beeinflusst, sowie eine Cover-Version von Stephen Stills’ So Many Times. Beide Alben wurden von Paul Stacey produziert.
Im April 2010 gaben die Black Crowes auf ihrer Webseite bekannt, dass das folgende Album Croweology nur mit akustischen Instrumenten eingespielt wurde und es eine Art Best-Of-Album zum zwanzigjährigen Jubiläum der Band wird, bei dem die bekanntesten Lieder, teilweise neu arrangiert, komplett neu von der Band aufgenommen wurden. Hierbei sollte das Doppelalbum als Dank an die Fans zum Preis von einem normalen Album verkauft werden. Die Tour Say Goodnight to the Bad Guys folgte im Spätsommer. Anschließend wurde eine längere und zeitlich unbestimmte Pause eingelegt.
Während dieser zweiten Unterbrechung verfolgten Chris und Rich Robinson jeweils Soloprojekte. Luther Dickinson kehrte zu den North Mississippi Allstars zurück, Adam MacDougall spielte Keyboards in der Chris Robinson Brotherhood, der neuen Band des Black-Crowes-Sängers. Im Dezember 2012 teilten die Black Crowes mit, dass sie 2013 wieder zusammen auf Tour gehen. Die Bandbesetzung gleicht derjenigen der Jahre 2008 bis 2010 mit Ausnahme von Dickinson, der durch den Gitarristen und Sänger Jackie Greene ersetzt wurde. Außerdem kündigte die Band die Veröffentlichung des Live-Albums Wiser for the Time an, das auf acht LP-Seiten Aufnahmen versammelt, die 2010 während fünf Konzerten in New York aufgenommen wurden. Eine Veröffentlichung als Download erfolgte ebenfalls.
Im Januar 2015 gab Rich Robinson, Gitarrist und Mitbegründer der Black Crowes, die Auflösung der Band wegen vertraglicher und finanzieller Differenzen bekannt.
Am 11. November 2019 gaben die beiden Brüder in der Howard Stern Show ihre Reunion bekannt. Zum Jubiläum des Debütalbums Shake Your Money Maker waren für das Jahr 2020 weltweit Konzerte geplant, auf denen die Band das Album in seiner Gänze sowie weitere Hits spielen wollen. Die Tour musste aufgrund der Coronapandemie unterbrochen werden und wurde 2021 fortgesetzt. Im Mai 2022 veröffentlichte die Band eine EP namens 1972 mit Coverversionen von Songs aus eben diesem Jahr.

## Diskografie

### Studioalben
| Jahr | Titel                                      | Höchstplatzierung, Gesamtwochen, AuszeichnungChartplatzierungen (Jahr, Titel, Platzierungen, Wochen, Auszeichnungen, Anmerkungen) | Höchstplatzierung, Gesamtwochen, AuszeichnungChartplatzierungen (Jahr, Titel, Platzierungen, Wochen, Auszeichnungen, Anmerkungen) | Höchstplatzierung, Gesamtwochen, AuszeichnungChartplatzierungen (Jahr, Titel, Platzierungen, Wochen, Auszeichnungen, Anmerkungen) | Höchstplatzierung, Gesamtwochen, AuszeichnungChartplatzierungen (Jahr, Titel, Platzierungen, Wochen, Auszeichnungen, Anmerkungen) | Höchstplatzierung, Gesamtwochen, AuszeichnungChartplatzierungen (Jahr, Titel, Platzierungen, Wochen, Auszeichnungen, Anmerkungen) | Anmerkungen                                                                 |
| Jahr | Titel                                      | DE | AT | CH | UK | US | Anmerkungen                                                                 |
| ---- | ------------------------------------------ | --- | --- | --- | --- | --- | --------------------------------------------------------------------------- |
| 1990 | Shake Your Money Maker                     | DE30 (3 Wo.)DE | — | CH40 (2 Wo.)CH | UK36 Silber · (11 Wo.)UK | US4 ×5Fünffachplatin · (167 Wo.)US                                                                                                | Erstveröffentlichung: 13. Februar 1990 in DE und CH erst 2021 in den Charts |
| 1992 | The Southern Harmony and Musical Companion | DE30 (20 Wo.)DE | AT39 (2 Wo.)AT | CH17 (9 Wo.)CH | UK2 (7 Wo.)UK | US1 ×2Doppelplatin · (51 Wo.)US                                                                                                   | Erstveröffentlichung: 12. Mai 1992                                          |
| 1994 | Amorica                                    | DE40 (10 Wo.)DE | — | CH35 (5 Wo.)CH | UK8 Silber · (7 Wo.)UK | US11 Gold · (18 Wo.)US | Erstveröffentlichung: 1. November 1994                                      |
| 1996 | Three Snakes & One Charm                   | DE38 (7 Wo.)DE | AT35 (4 Wo.)AT | CH35 (4 Wo.)CH | UK17 (4 Wo.)UK | US15 (14 Wo.)US | Erstveröffentlichung: 23. Juli 1996                                         |
| 1999 | By Your Side                               | DE28 (7 Wo.)DE | AT47 (1 Wo.)AT | — | UK34 (2 Wo.)UK | US26 (10 Wo.)US | Erstveröffentlichung: 12. Januar 1999                                       |
| 2001 | Lions                                      | DE66 (2 Wo.)DE | — | CH68 (2 Wo.)CH | UK37 (2 Wo.)UK | US20 (6 Wo.)US | Erstveröffentlichung: 7. Mai 2001                                           |
| 2008 | Warpaint                                   | DE71 (1 Wo.)DE | — | — | UK52 (1 Wo.)UK | US5 (9 Wo.)US | Erstveröffentlichung: 3. März 2008                                          |
| 2009 | Before the Frost...Until the Freeze        | DE84 (1 Wo.)DE | — | — | UK47 (1 Wo.)UK | US12 (6 Wo.)US | Erstveröffentlichung: 1. September 2009                                     |
| 2010 | Croweology                                 | DE98 (1 Wo.)DE | — | — | UK62 (1 Wo.)UK | US13 (6 Wo.)US | Erstveröffentlichung: 3. August 2010                                        |
| 2024 | Happiness Bastards                         | DE18 (2 Wo.)DE | AT44 (1 Wo.)AT | CH11 (3 Wo.)CH | UK31 (1 Wo.)UK | US97 (1 Wo.)US | Erstveröffentlichung: 15. März 2024                                         |

### Livealben
| Jahr | Titel                          | Höchstplatzierung, Gesamtwochen, AuszeichnungChartplatzierungen (Jahr, Titel, Platzierungen, Wochen, Auszeichnungen, Anmerkungen) | Höchstplatzierung, Gesamtwochen, AuszeichnungChartplatzierungen (Jahr, Titel, Platzierungen, Wochen, Auszeichnungen, Anmerkungen) | Höchstplatzierung, Gesamtwochen, AuszeichnungChartplatzierungen (Jahr, Titel, Platzierungen, Wochen, Auszeichnungen, Anmerkungen) | Höchstplatzierung, Gesamtwochen, AuszeichnungChartplatzierungen (Jahr, Titel, Platzierungen, Wochen, Auszeichnungen, Anmerkungen) | Höchstplatzierung, Gesamtwochen, AuszeichnungChartplatzierungen (Jahr, Titel, Platzierungen, Wochen, Auszeichnungen, Anmerkungen) | Anmerkungen                                           |
| Jahr | Titel                          | DE | AT | CH | UK | US | Anmerkungen                                           |
| ---- | ------------------------------ | --- | --- | --- | --- | --- | ----------------------------------------------------- |
| 2000 | Live at the Greek              | DE24 (8 Wo.)DE | AT37 (4 Wo.)AT | CH77 (4 Wo.)CH | UK39 (6 Wo.)UK | US64 Gold · (9 Wo.)US | Erstveröffentlichung: 29. Februar 2000 mit Jimmy Page |
| 2002 | Live                           | — | — | — | — | US137 (1 Wo.)US | Erstveröffentlichung: 20. August 2002                 |
| 2006 | Freak ’n’ Roll... Into the Fog | — | — | — | — | US200 (1 Wo.)US | Erstveröffentlichung: 12. März 2006                   |
| 2023 | Shake Your Money Maker – Live  | DE45 (1 Wo.)DE | — | — | — | — | Erstveröffentlichung: 17. März 2023                   |

Weitere Livealben
- 2009: Warpaint Live
- 2013: Wiser for the Time

### Kompilationen
| Jahr | Titel                                                       | Höchstplatzierung, Gesamtwochen, AuszeichnungChartsChartplatzierungen (Jahr, Titel, Platzierungen, Wochen, Auszeichnungen, Anmerkungen) | Anmerkungen                              |
| Jahr | Titel                                                       | US | Anmerkungen                              |
| ---- | ----------------------------------------------------------- | --- | ---------------------------------------- |
| 2000 | Greatest Hits 1990–1999: A Tribute to a Work in Progress... | US143 (4 Wo.)US | Erstveröffentlichung: 20. Juni 2000      |
| 2006 | The Lost Crowes                                             | US128 (1 Wo.)US | Erstveröffentlichung: 26. September 2006 |

Weitere Kompilationen
- 1998: Sho’ Nuff

### Singles
| Jahr | Titel Album                                                           | Höchstplatzierung, Gesamtwochen, AuszeichnungChartplatzierungen (Jahr, Titel, Album, Platzierungen, Wochen, Auszeichnungen, Anmerkungen) | Höchstplatzierung, Gesamtwochen, AuszeichnungChartplatzierungen (Jahr, Titel, Album, Platzierungen, Wochen, Auszeichnungen, Anmerkungen) | Höchstplatzierung, Gesamtwochen, AuszeichnungChartplatzierungen (Jahr, Titel, Album, Platzierungen, Wochen, Auszeichnungen, Anmerkungen) | Anmerkungen                                              | [↑]: gemeinsam behandelt mit vorhergehendem Eintrag; [←]: in beiden Charts platziert |
| Jahr | Titel Album                                                           | UK | US | Rock | Anmerkungen                                              |                                                                                      |
| ---- | --------------------------------------------------------------------- | --- | --- | --- | -------------------------------------------------------- | ------------------------------------------------------------------------------------ |
| 1990 | Jealous Again Shake Your Money Maker                                  | UK76 (1 Wo.)UK | US75 (9 Wo.)US | Rock5 (23 Wo.)Rock | Erstveröffentlichung: 1990                               |                                                                                      |
| 1990 | Twice as Hard Shake Your Money Maker                                  | UK47 (3 Wo.)UK | — | Rock11 (17 Wo.)Rock | Erstveröffentlichung: 1990                               |                                                                                      |
| 1990 | Hard to Handle Shake Your Money Maker                                 | UK39 Silber · (9 Wo.)UK | US26 (29 Wo.)US | Rock1 (21 Wo.)Rock | Erstveröffentlichung: 13. August 1990                    |                                                                                      |
| 1991 | She Talks to Angels Shake Your Money Maker                            | UK70 (1 Wo.)UK | US30 (16 Wo.)US | Rock1 (20 Wo.)Rock | Erstveröffentlichung: 1991                               |                                                                                      |
| 1991 | Seeing Things Shake Your Money Maker                                  | UK72 (1 Wo.)UK | — | Rock2 (16 Wo.)Rock | Erstveröffentlichung: 1991                               |                                                                                      |
| 1992 | Remedy The Southern Harmony and Musical Companion                     | UK24 (3 Wo.)UK | US48 (9 Wo.)US | Rock1 (20 Wo.)Rock | Erstveröffentlichung: 20. April 1992                     |                                                                                      |
| 1992 | Sting Me The Southern Harmony and Musical Companion                   | UK42 (2 Wo.)UK | — | Rock1 (15 Wo.)Rock | Erstveröffentlichung: 1992                               |                                                                                      |
| 1992 | Thorn in My Pride The Southern Harmony and Musical Companion          | — | US80 (6 Wo.)US | Rock1 (23 Wo.)Rock | Erstveröffentlichung: 1992 nur in den USA veröffentlicht |                                                                                      |
| 1992 | Hotel Illness The Southern Harmony and Musical Companion              | UK47 (3 Wo.)UK | — | Rock1 (20 Wo.)Rock | Erstveröffentlichung: 1992                               |                                                                                      |
| 1993 | Sometimes Salvation The Southern Harmony and Musical Companion        | — | — | Rock7 (10 Wo.)Rock | Erstveröffentlichung: 1993 nur in den USA veröffentlicht |                                                                                      |
| 1993 | Bad Luck Blue Eyes Goodbye The Southern Harmony and Musical Companion | — | — | Rock40 (2 Wo.)Rock | Erstveröffentlichung: 1993 nur in den USA veröffentlicht |                                                                                      |
| 1994 | A Conspiracy Amorica                                                  | UK25 (2 Wo.)UK | — | Rock5 (13 Wo.)Rock | Erstveröffentlichung: 1994                               |                                                                                      |
| 1995 | High Head Blues Amorica[UK: ↑]                                        | UK25 (2 Wo.)UK | — | Rock8 (12 Wo.)Rock | Erstveröffentlichung: 1995                               |                                                                                      |
| 1995 | Wiser Time Amorica                                                    | UK34 (2 Wo.)UK | — | Rock7 (16 Wo.)Rock | Erstveröffentlichung: 10. Juli 1995                      |                                                                                      |
| 1996 | One Mirror Too Many Three Snakes & One Charm                          | UK51 (1 Wo.)UK | — | — | Erstveröffentlichung: 1996 nur in Europa veröffentlicht  |                                                                                      |
| 1996 | Good Friday Three Snakes & One Charm                                  | — | — | Rock3 (14 Wo.)Rock | Erstveröffentlichung: 1996                               |                                                                                      |
| 1996 | Blackberry Three Snakes & One Charm                                   | — | — | Rock6 (11 Wo.)Rock | Erstveröffentlichung: 23. Juli 1996                      |                                                                                      |
| 1998 | Kickin’ My Heart Around By Your Side                                  | UK55 (2 Wo.)UK | — | Rock3 (20 Wo.)Rock | Erstveröffentlichung: 1998                               |                                                                                      |
| 1999 | Only a Fool By Your Side                                              | — | — | Rock7 (14 Wo.)Rock | Erstveröffentlichung: 12. Januar 1999                    |                                                                                      |
| 1999 | Go Faster By Your Side                                                | — | — | Rock24 (9 Wo.)Rock | Erstveröffentlichung: 1999 nur in den USA veröffentlicht |                                                                                      |
| 2001 | Lickin’ Lions                                                         | — | — | Rock9 (10 Wo.)Rock | Erstveröffentlichung: 2001                               |                                                                                      |
| 2001 | Soul Singing Lions                                                    | UK80 (1 Wo.)UK | — | Rock14 (16 Wo.)Rock | Erstveröffentlichung: 23. Juli 2001                      |                                                                                      |
| 2008 | Goodbye Daughters of the Revolution Warpaint                          | — | — | Rock33 (12 Wo.)Rock | Erstveröffentlichung: 2008                               |                                                                                      |

grau schraffiert: keine Chartdaten aus diesem Jahr verfügbar
Weitere Singles
- 1996: Better When You’re Not Alone (nur in den USA veröffentlicht)
- 1998: By Your Side (nur in Europa veröffentlicht)
- 2008: Wounded Bird
- 2009: I Ain’t Hiding
- 2009: Good Morning Captain
- 2024: Wanting and Waiting

### Videoalben
| Jahr | Titel                                                                       | Höchstplatzierung, Gesamtwochen, AuszeichnungChartsChartplatzierungen (Jahr, Titel, Platzierungen, Wochen, Auszeichnungen, Anmerkungen) | Anmerkungen                         |
| Jahr | Titel                                                                       | US | Anmerkungen                         |
| ---- | --------------------------------------------------------------------------- | --- | ----------------------------------- |
| 2006 | Freak ’n' Roll... Into the Fog: All Join Hands, The Fillmore, San Francisco | US2 Gold · (13 Wo.)US | Erstveröffentlichung: 21. März 2006 |

Weitere Videoalben
- 1992: Who Killed that Bird Out on Your Window Sill (VHS, 2006 als DVD wiederveröffentlicht)
- 2009: Warpaint: Live
- 2009: Cabin Fever

## Auszeichnungen für Musikverkäufe
| Goldene Schallplatte - Australien - 1992: für das Album The Southern Harmony and Musical Companion - Kanada - 1990: für das Album Shake Your Money Maker - Neuseeland - 1992: für das Album The Southern Harmony and Musical Companion | Platin-Schallplatte - Kanada - 1992: für das Album The Southern Harmony and Musical Companion - Neuseeland - 1991: für das Album Shake Your Money Maker - 2022: für die Single She Talks to Angels |

Anmerkung: Auszeichnungen in Ländern aus den Charttabellen bzw. Chartboxen sind in ebendiesen zu finden.
| Land/RegionAuszeichnungen für Musikverkäufe (Land/Region, Auszeichnungen, Verkäufe, Quellen) | Silber     | Gold     | Platin       | Verkäufe  | Quellen                   |
| -------------------------------------------------------------------------------------------- | ---------- | -------- | ------------ | --------- | ------------------------- |
| Australien (ARIA)                                                                            | —          | Gold1    | —            | 35.000    | aria.com.au               |
| Kanada (MC)                                                                                  | —          | Gold1    | Platin1      | 150.000   | musiccanada.com           |
| Neuseeland (RMNZ)                                                                            | —          | Gold1    | 2× Platin2   | 52.500    | aotearoamusiccharts.co.nz |
| Vereinigte Staaten (RIAA)                                                                    | —          | 3× Gold3 | 7× Platin7   | 8.050.000 | riaa.com                  |
| Vereinigtes Königreich (BPI)                                                                 | 3× Silber3 | —        | —            | 320.000   | bpi.co.uk                 |
| Insgesamt                                                                                    | 3× Silber3 | 6× Gold6 | 10× Platin10 |           |                           |